# Sint-Dimpnakapel (Zammel)

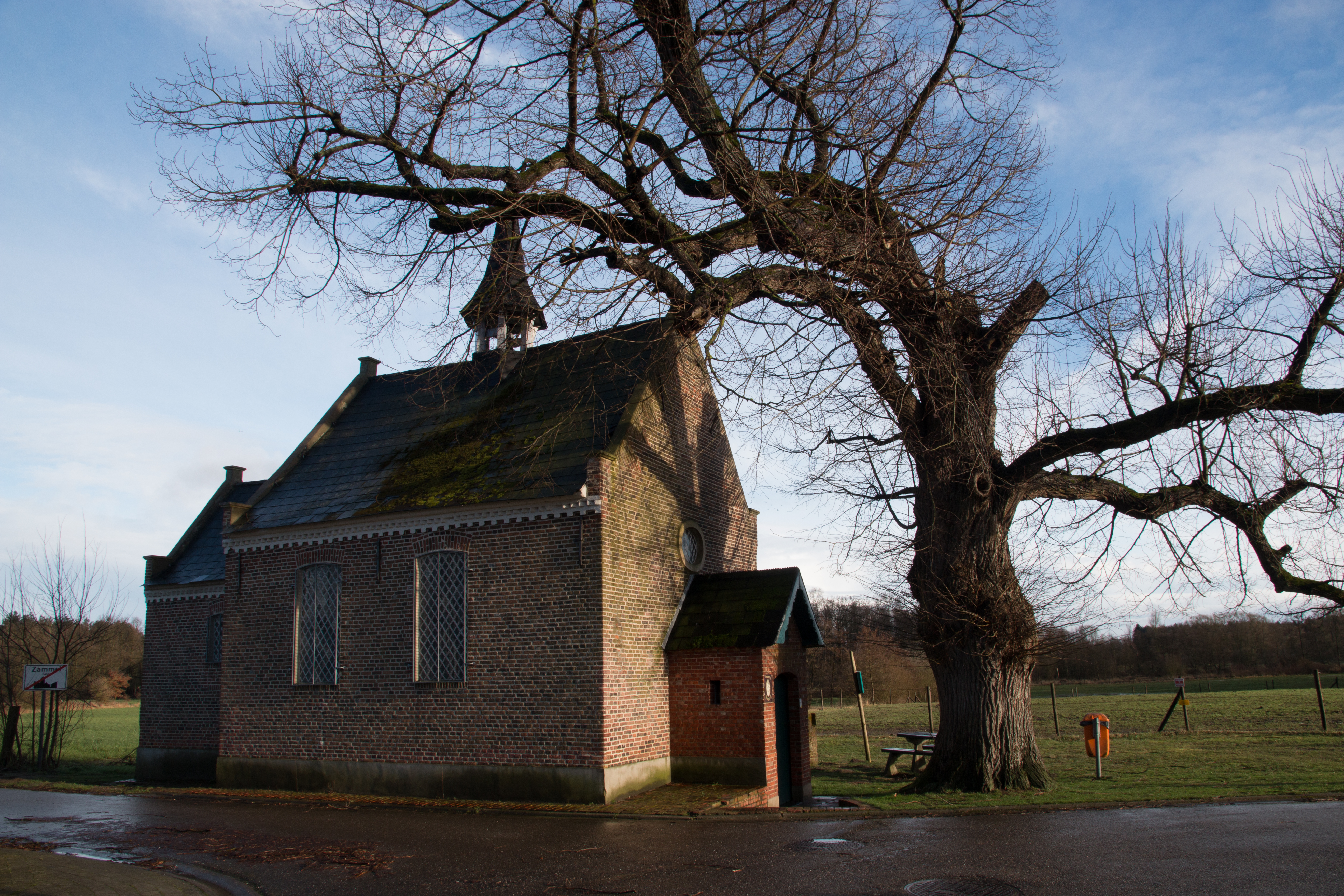
Sint-Dimpnakapel

De Sint-Dimpnakapel is een kapel in de tot de Antwerpse gemeente Geel behorende plaats Zammel, gelegen aan de Sint-Gerebernusstraat.

## Geschiedenis
Hier zou de heilige Dimpna, samen met Sint-Gerebernus, in een kluis hebben gewoond totdat beiden door Dimpna's vader in een vlaag van waanzin zouden zijn vermoord. Hier bevindt zich ook een put, die miraculeus water zou bevatten.
Dit alles leidde tot de opkomst van een bedevaartsoord en er werd een kapelletje gebouwd waarbij in 1627 een Lindeboom werd geplant. De huidige lindeboom is vermoedelijk jonger. In 1693-1694 werd een nieuwe, grotere, kapel gebouwd. In 1779-1780 werd deze hersteld, waarbij het rieten dak door een leien dak werd vervangen.
De kapel werd tijdens de Franse tijd verbeurd verklaard, en vervolgens aangekocht door de kerkmeester. Omstreeks 1870 vonden werkzaamheden plaats en na de Tweede Wereldoorlog kwam een nieuw portaal tot stand.

## Gebouw
Het betreft een eenbeukige bakstenen kapel in barokstijl met classicistische verbouwingen. Het koor is lager dan het schip. Het lage, voorgebouwde, portaaltje is recent. Op het zadeldak bevindt zich een dakruiter.

## Interieur
Het interieur wordt overkluisd door een gedrukt tongewelf. De kapel bevat een kruisbeeld (begin 18e eeuw) en een altaar van gemarmerd hout (1711).